# Gansta och Söderby
Gansta och Söderby – miejscowość (tätort) w Szwecji, w regionie administracyjnym (län) Sztokholm, w gminie Haninge.
Według danych Szwedzkiego Urzędu Statystycznego liczba ludności wyniosła: 337 (31 grudnia 2015), 404 (31 grudnia 2018) i 424 (31 grudnia 2019).